# تیموتی وه‌آ
آنتونی تیموتی  وه‌آ (انگلیسی: Timothy Tarpeh Weah؛ زادهٔ ۲۲ فوریهٔ ۲۰۰۰) بازیکن فوتبال اهل لیبریا است که برای باشگاه یوونتوس و تیم ملی آمریکا بازی می‌کند.
وی فرزند ژرژ وه‌آ بازیکن سابق میلان و رئیس‌جمهور کنونی لیبریا است.